# Vector M12
Vector M12 je sportovní vůz zkonstruovaný automobilovým výrobcem Vector Motors spadající pod indonéskou společnost Megatech. Jednalo se o první vůz Vectoru ve vlastnictví této firmy. Automobil byl vyráběn v letech 1995 až 1999, kdy byla produkce ukončena z důvodu špatných prodejů a nestabilního vedení společnosti.

## Historie a specifikace
Automobil byl založen na voze Lamborghini Diablo a využíval většinu jeho mechanických komponentů včetně motoru V12. K tomuto kroku přistoupila společnost Megatech, jež vlastnila i společnost Lamborghini, za účelem snížení nákladů a zjednodušení výroby. Motor byl ovšem namontován před převodovkou, nikoli za ní, jako u vozů Lamborghini. Design byl inspirován konceptem Vector AWX-3. Původně měl M12 převzít design konceptu kompletně, tomu ale zabránil bývalý majitel Vector Motors Jerry Wiegert, který si design nechal patentovat a hrozil žalobou. Megatech tedy najal designéra Petera Stevense s úkolem AWX-3 dostatečně přetvořit a zmodernizovat. Název odkazoval na počáteční písmeno společnosti Megatech a počet válců.
5,7 litrový motor Lamborghini V12 měl výkon 492 koní (367 kW) při 5200 ot/min a 576 N⋅m točivého momentu při 4900 ot/min. M12 byl schopen zrychlit z 0 na 100 km/h za 4,8 sekundy a měl nejvyšší rychlost 304 km/h.

## Produkce

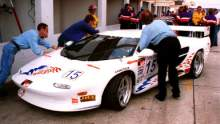
závodní Vector M12 ASR

Společnost Megatech zamýšlela, že M12 bude úspornější verzí AWX-3 se spotřebou pouze 21 litrů na 100 kilometrů. Celkem bylo vyrobeno 17 automobilů - tři nebo čtyři koncepční modely a 14 produkčních modelů. Jeden z koncepčních vozů M12 byl továrnou předělán na závodní specifikaci, ale kvůli přemíře mechanických problémů byl neúspěšný. Stejný vůz byl později znova předělán, tentokrát na SRV8, který měl být nástupcem M12.
Výroba M12 skončila v roce 1999, když Vector nemohl zaplatit Lamborghini za motory. Lamborghini si vzalo jako platbu jeden z vozů W8, bývalý majitel Wiegert se ovšem o vůz soudil a nakonec zůstal jeho.

## V médiích
Vector M12 získal nepříznivé ocenění časopisu Autoweek za nejhorší auto, jaké kdy bylo v historii Autoweek testováno.
M12 se objevilo v řadě videoher, např.:
- Gran Turismo 2 - produkční verze i závodní LM;
- Mercedes Benz World Racing
- Sports Car GT
- San Francisco Rush
- Rush 2: Extreme Racing USA